# Лахденпохья
Лахденпо́хья или Ла́хденпохья (до 1918 года — Якимва́ры, Якимварская станция; также станция Лахденпохья; фин. Lahdenpohja) — город в России в составе Республики Карелия, расположенный в Северном Приладожье. Административный центр Лахденпохского района, образует Лахденпохское городское поселение.
Историческая местность проживания карельских ладожан в Якимварском заливе, получившем своё название в память о шведском полководце Якобе Делагарди. В Средние века входила в Кирьяжский погост Новгородской земли; со времён Смуты до окончания Северной войны местность переходила из рук в руки. В царскую эпоху, с XIX века — населённый пункт в Выборгской губернии, транспортный узел Сердобольского почтового тракта. После революции 1917 года вплоть до Зимней войны Якимварская станция входила в состав независимой Финляндии; по итогам Второй Мировой войны вошла в состав РСФСР и провозглашена городом (с 1945 года).

## Этимология
В русских источниках царской эпохи населённый пункт до 1918 года назывался Якимвары. Название связано с именем шведского полководца Якоба Делагарди. Учёный-энциклопедист Н. Я. Озерецковский, описывая в 1792 году Сердоболь и его окрестности, пишет про Якимварский государев погост. После строительства железной дороги населённый пункт стал известен как Якимварская станция или станция Якимвара (также от названия посёлка Якимвары, ныне — Яккима, от фин. Jaakkima).
До 1924 года населённый пункт в финских источниках назывался Си́еклахти («Сито-залив») и входил в состав посёлка Яккима. В 1924 году выделен в самостоятельный посёлок Лахденпохья. В его названии выделяют фин. lahti «залив» и карел. pohja «дальний угол, конец залива, бухта», дословно: «край залива»; таким образом, финское название сообщает о том, что населённый пункт расположен в глубине залива Ладожского озера (в конце или дальнем углу залива). Местное население в обиходной русской речи часто использует адаптированное название Ландоха; в городе располагается дом отдыха «Ландоха» и другие одноимённые объекты.

## География
Город расположен на берегу Якимварского залива Ладожского озера на реке Аура-йоки.

## История

### Предыстория
Первые следы пребывания человека в этих краях датируются 2000-ми годами до нашей эры.

### В Средние века
В 800—1100 годах в окрестностях появились первые поселения, на северо-западном побережье Ладожского озера были построены первые укрепления.
В 1323 году территория нынешнего Лахденпохского района стала частью Кирьяжского погоста Новгородской республики, который в конце XV века вместе с другими новгородскими землями вошёл в состав Русского государства.

### В Раннее Новое время
В 1500 году на месте города Лахденпохья в Корельском уезде существовало поселение, входившее в состав Кирьяжского погоста, в котором проживало 168 семей. Через 70 лет их осталось всего 6, остальные бежали в монастыри, спасаясь от шведских набегов.
В Смутное время земли Корельского уезда в Северном Приладожье были обещаны царём Василием Шуйским шведскому королю в обмен на помощь шведов в подавлении сил Лжедмитрия II. Договор утратил силу после того, как царь Василий IV лишился власти, был насильно пострижен в монахи и отправлен в Чудов монастырь. Причиной опалы царя стали внезапное отравление полководца Михаила Скопина-Шуйского в Москве и воспоследовавшая ему военная неудача царских и наёмных войск в битва при Клушине. Верх в битве одержал польский полководец Станислав Жолкевский. Тогда шведский военачальник Якоб Делагарди, ранее посланный королём Карлом IX в помощь Василию IV, силой занял крепость Корела и прилегающие к ней земли и погосты. Согласно условиям Столбовского договора от 1617 года, территория Кирьяжского погоста вошла в состав Шведского королевства, став «яблоком раздора» вплоть до Северной войны.
Несмотря на переход под высокую руку шведского короля, население Северо-Западного Приладожья сохраняло православную веру на протяжении всего Раннего Нового времени. Сохранилась плачевная речь по Карлу XI, написанная Юханом Габриэлем Спарвенфельдом для православных уроженцев Северо-Западного Приладожья в 1697 году на русском языке. Речь предназначалась для повышения лояльности ладожан к шведской власти.

### В составе Российской империи
В 1721 году, по итогам Северной войны, вся территория Северо-Западного Приладожья была занята русскими войсками и вновь присоединена к царской России.
В 1803 году В. М. Севергин в «Записках путешествия по западным провинциям Российского государства» описал Якимварскую слободу следующим образом: 

«Слобода сïя лежитъ на Западномъ берегу Ладожскаго озера, который здѣсь низокъ и песчанъ съ мелкими гранитными кругляками, не смотря на то, что въ весьма маломъ разстоянïи отъ онаго находятся высокïя каменныя горы. Она имѣетъ до пятнадцати разсѣянныхъ деревянныхъ домовъ, изъ коихъ нѣкоторые выстроены изрядно. Есть здѣсь также деревянная Финская церковь, стоящая на горѣ, не доѣзжая сей слободы. Жители слободы суть Карелы, и богатѣйшïе изъ нихъ промыляютъ нагруженïемъ и отправленïемъ гальотовъ по Ладожскому озеру въ С. Петербургъ».
С 1809 года Якимварская слобода вошла в состав Великого княжества Финляндского Российской империи.
В 1828 году Кирьяжская и Якимварская слободы перешли во владение к графу А. Г. Кушелеву-Безбородко.
В 1845—1850 годах возведена архитектурная доминанта будущей Лахденпохьи — лютеранская церковь прихода Якимма вместимостью до 3 тысяч человек (архитектор — Карл Энгель).
В 1888 году в документах, опубликованных в «Журналах кабинета министров» в г. Санкт-Петербурге, Якимвары, «что близ Сердоболя», упоминаются уже как город.

### В составе Финляндии
С 1918 (после провозглашения независимости Финляндии) до окончания Советско-финской войны 1939—1940 Лахденпохья — кунта (муниципалитет или волость Финляндии).
До 1924 г. город назывался Сиеклахти (известно с 1600 г.), входил в состав посёлка Яккима.
В 1920—1930 гг. развивались деревообрабатывающие комбинаты, строились лесопильные и целлюлозные заводы. На базе промышленного предприятия АО «Лаатокан Пуу» появился посёлок Лахденпохья; в 1924 г. посёлок получил статус поселка городского типа.
В 1925 году Госсовет Финляндии утвердил создание в Лахденпохье фанерного комбината с уставным капиталом 5 млн марок.
В 1930 годах посёлок становится популярным туристическим местом, от него отправляются суда на Валаамский архипелаг.

### В годы советско-финских войн 1939—1940 и 1941—1944 г.г.
По итогам советско-финской войны (1939—1940) Лахденпохья отошла к СССР согласно условиям Московского мирного договора 1940 г.; включена в состав Карело-Финской ССР. Финляндией была осуществлена эвакуация финского населения всего Северного Приладожья.
В августе 1941 года в ходе Второй мировой войны (Советско-финская война (1941—1944)) финские войска вышли к Ладоге и вновь овладели Яккимой и Лахденпохьей. По мере продвижения линии фронта часть финских жителей смогла вернуться из эвакуации ещё до наступления 1942 года. В 1942 г. в свои дома вернулось более 70 % жителей кунты Лахденпохья. В советской историографии Лахденпохья рассматривалась как оккупированная финскими войсками территория с сентября 1941 г. по сентябрь 1944 г.
После Московского перемирия 1944 г. Лахденпохья снова отошла к СССР, её вновь покинуло финское население.

### В составе СССР
В 1945 году Лахденпохья в составе СССР получила статус города.
После перехода Лахденпохьи к СССР в здании лютеранской кирхи располагался лагерь для военнопленных.
В 1949 году в городе возобновил работу фанерный завод.
В 1956—91 гг. Лахденпохья — город в составе Карельской АССР. Лютеранскую церковь использовали как общежитие, а потом в качестве складского помещения горторга. В 1977 г. церковь сгорела.

### Постсоветский период
В начале 1990-х годов к руинам кирхи были возвращены два гранитных блока памятника местным финским воинам, погибшим в 1918 г., установлен памятный крест. При участии Финляндии осуществлена консервация стен лютеранской церкви.
В 1995 году в городе возведена православная Часовня Св. Георгия Победоносца.
В 2004 году в городе возведена православная Часовня Св. Великомученика Валентина Римского.

## Герб
Герб утверждён в 1997 году (авторы В. Я. Степаненко и Л. Л. Нейкен).

Герб представляет собой прямоугольный щит варяжского типа… В верхней части щита на красном фоне изображён серебряный парусник — символ мореплавания и торговли. В правой части на зелёном фоне изображён золотой сноп, символизирующий значение для района сельского хозяйства. В левой части изображены два летящих журавля, отражающие название исторического центра района — Куркиёки («Журавлиная река»).
— Геральдика Карелии

## Население
| 1959  | 1970  | 1979  | 1989    | 1996    | 1998    | 2000    | 2001    | 2002  |
| ----- | ----- | ----- | ------- | ------- | ------- | ------- | ------- | ----- |
| 7787  | ↗7944 | ↗9541 | ↗10 429 | ↗10 600 | ↘10 400 | ↘10 300 | ↘10 200 | ↘8751 |
| 2005  | 2006  | 2007  | 2008    | 2009    | 2010    | 2011    | 2012    | 2013  |
| ↘8500 | ↘8400 | ↘8300 | →8300   | ↘8173   | ↘7813   | ↘7800   | ↘7716   | ↘7667 |
| 2014  | 2015  | 2016  | 2017    | 2018    | 2019    | 2020    | 2021    | 2023  |
| ↘7539 | ↘7512 | ↘7493 | ↘7449   | ↘7294   | ↘7158   | ↘7050   | ↘5952   | ↘5855 |

На 1 января 2025 года по численности населения город находился на 1054-м месте из 1124 городов Российской Федерации.
По итогам переписи населения 2020 года проживали следующие национальности (национальности менее 0,1 % и другое, см. в сноске к строке «Другие»):
| Национальность | Численность, чел. | Доля     |
| -------------- | ----------------- | -------- |
| Русские        | 4909              | 82,48 %  |
| Белорусы       | 113               | 1,90 %   |
| Украинцы       | 86                | 1,44 %   |
| Карелы         | 82                | 1,38 %   |
| Чуваши         | 23                | 0,39 %   |
| Татары         | 19                | 0,32 %   |
| Армяне         | 18                | 0,30 %   |
| Финны          | 15                | 0,25 %   |
| Вепсы          | 11                | 0,18 %   |
| Узбеки         | 6                 | 0,10 %   |
| Таджики        | 6                 | 0,10 %   |
| Другие         | 664               | 11,16 %  |
| Итого          | 5952              | 100,00 % |

## Экономика
Градообразующее предприятие — Лахденпохский фанерный комбинат «Бумэкс» — организовано в 1950-е гг. на базе бывшего финского фанерного завода — акционерного подразделения Laatokan Puu Oy компании «Ladoga Timber Ab».
Имеются леспромхоз, лесопункт, хлебозавод. В 2003 году был пущен ликёроводочный завод «Аалто».
Распоряжением Правительства РФ от 29.07.2014 № 1398-р (ред. от 24.11.2015) «Об утверждении перечня моногородов», город включён в список моногородов Российской Федерации, имеющих риски ухудшения социально-экономического положения.
В 2023 году город занял второе место в рейтинге мест России для отдыха на базах по данным сервиса бронирования «ТВИЛ».

## Транспорт
Железнодорожная станция Яккима Октябрьской железной дороги на участке Элисенваара-Сортавала дороги Санкт-Петербург-Суоярви.
Автомобильные дороги местного значения. По району проходит федеральная дорога А — 121 «Санкт-Петербург — Сортавала».
В городе есть один городской автобусный маршрут № 1 «станция Яккима — Хуухканмяки». Также через город проходят следующие пригородные и междугородние маршруты:
- пригородный автобус № 700 Лахденпохья — Сортавала;
- междугородний автобус № 534 Лахденпохья — Петрозаводск;
- междугородний автобус № 805 Сортавала — Санкт-Петербург;
- междугородный автобус № 807 Петрозаводск — Сортавала — Санкт-Петербург.

## Памятники истории и достопримечательности
- Братская могила воинов 23-й армии Северного (Ленинградского) фронта, погибших в конце июня—августе 1941 года в оборонительных боях против финских войск. Здесь захоронено более 600 советских солдат и офицеров[43]. В 1957 году на могиле установлен памятник на высоком постаменте — скульптура воина с винтовкой за плечами и венком в левой руке. Среди захороненных в братской могиле — Герой Советского Союза, пулемётчик А. И. Заходский[44].
- Руины лютеранской кирхи Яккимской общины в Лахденпохье.

## Известные уроженцы и жители
- Геннадий Александрович Корние́нко (род. 1954) — российский государственный деятель, генерал-полковник (2001), генерал-полковник внутренней службы, кандидат юридических наук (2004). С 2012 по 2019 год — Директор Федеральной службы исполнения наказаний (ФСИН России). С 2002 по 2012 год — Директор Государственной фельдъегерской службы Российской Федерации. Член попечительского совета хоккейного клуба «Динамо» Москва. Родился в Лахденпохье в 1954 году.
- Никита Александрович Андреев (род. 1997) — российский футболист, полузащитник. Обладатель Кубка России (2016). Родился в Лахденпохье в 1997 году.
- Аркадий Константинович Марков (1926—1977) — советский детский поэт. В 1947 г. приехал со своим отцом, впоследствии заслуженным учителем Карелии, в Лахденпохья. Были изданы 3 его сборника стихов для детей — «Я уже не маленький», «Помощница», «Нарисую солнце я», которые принесли общесоюзную известность. Был внештатным корреспондентом местной газеты «Призыв», возглавлял Лахденпохское районное литературное объединение и литературное объединение при газете «Красное знамя» в г. Сортавала. Именем Аркадия Маркова 10 мая 1983 г. названа одна из улиц Лахденпохье.
- Галина Сергеевна Усова (1931—2020) — советский и российский переводчик, поэт, прозаик. Переводила на русский язык английских писателей и поэтов Агату Кристи, Джона Рональда Руэла Толкина, Джорджа Байрона, Редьярда Киплинга и Уильяма Вордсворта. С 1954 по 1956 годы преподавала английский язык в средней школе Лахденпохьи. Стала широко известна в интернете в 2010-е годы благодаря тому, что периодически выходила к станции метро «Политехническая» в Санкт-Петербурге продавать книги со своими стихами и переводами. В автобиографическом сборнике повестей и рассказов «Повесть о первой ненависти» вспоминает работу в Лахденпохья с педагогом Павлом Корганом (учителя физики Павел Оскарович из повести «Дно залива» и Оскар Георгиевич из рассказа «„Декамерон“ в Берёзовке») и детским поэтом Аркадием Марковым (детский поэт Пётр Васильевич, участник ЛИТО при районной газете «Вперёд» из повести «Дно залива»).
- Павел Оскарович Корган (1925—2006) — советский и российский педагог, основатель и первый директор школы № 17 с углубленным изучением английского и финского языков города Петрозаводска (1967—1996), заслуженный учитель школы Карельской АССР (1974), почётный гражданин города Петрозаводска (1997). В 1955 году стал работать учителем физики, а позже был назначен директором средней школы № 2 в городе Лахденпохья. В 1959 году занял должность инспектора отдела школ Министерства просвещения Карельской АССР.
- Осси «Кусти» Хиппёнен[фин.] (1937—1989) — финский хоккеист. За свою карьеру Хиппёнен сыграл 95 матчей высшего дивизиона чемпионата Финляндии по хоккею и забил в них 90 голов. Выступал за команды «КалПа» (1957—1959, 1965—1969), «Ильвес» (1959—1960) и «Кархут» (1960—1965). По итогам сезонов 1957/58 и 1958/59 становился лучшим снайпером чемпионата Финляндии[45].  Родился в Лахденпохье в 1937 году.
- Вейкко Веннамо[фин.] (до 1938 года Феннандер) (1913—1997) — финский политический деятель, основатель и председатель Финской сельской партии, многолетний член парламента, таможенный советник и министр. Родился в Яккима в 1913 году.
- Кауко Алвар Салменкаллио[фин.] (до 1946 г. Терявяйнен) (1925—2012) — финский писатель-публицист и школьный психолог. Был главным редактором Teiniviest с 1958 по 1965 год. Родился в Яккиме в 1925 году.
- Томас Фриман[фин.] (1821—1886) — финский школьный учитель, журналист, писатель и общественный деятель, живший в Санкт-Петербурге. Был редактором «Санкт-Петербургского воскресного журнала» с 1871 по 1873 год и «Санкт-Петербургского журнала» с 1874 по 1879 год. Он также сам писал рассказы, которые публиковались, в частности, в этих журналах. Фриман также интересовался организацией школьного образования в деревнях и в 1846 году составил план организации такого образования в карельских православных церквях в Приладожье. По собственной инициативе, он также перевел около 1200 страниц религиозных текстов Православной Церкви, в том числе Справочник церковнославянского священника. Родился в Яккиме в 1821 году.

## Фотогалерея

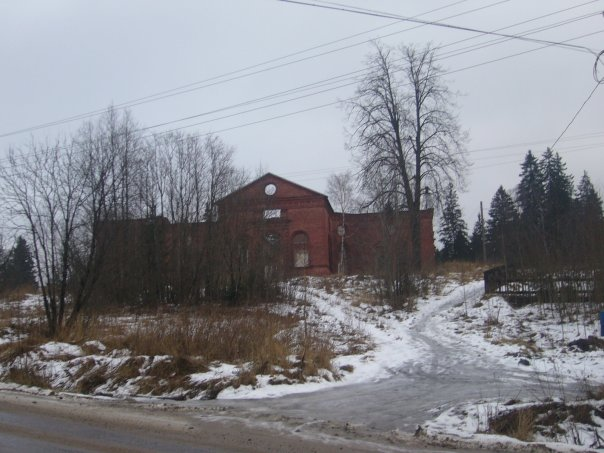
Руины лютеранской церкви прихода Яккима (Лахденпохский район)
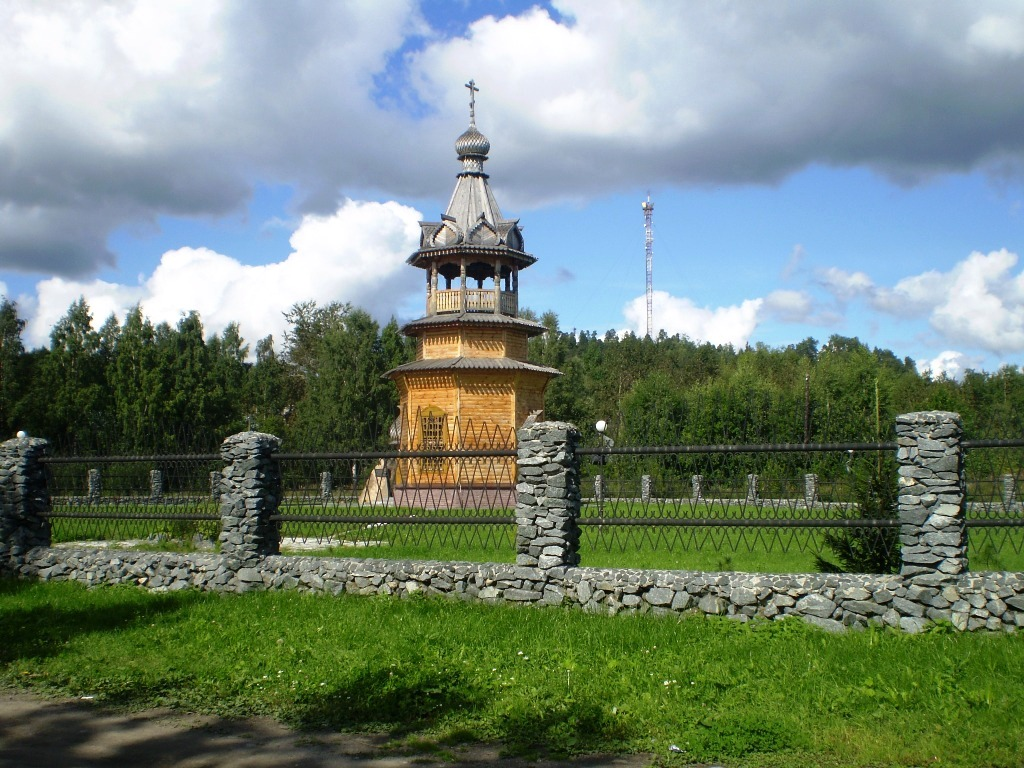
Часовня Св. Великомученика Валентина Римского, 2004 г. постройки